# Dia da Pansexualidade
A pansexualidade é celebrada internacionalmente em diferentes datas durante o ano. Dia da Visibilidade Pan (em inglês:  Pan Visibility Day) é uma data comemorativa que acontece no dia 24 de maio, enquanto que o Dia do Orgulho Pansexual acontece em 8 de dezembro, ambos os dias celebrados pela comunidade pansexual e panromântica e seus apoiadores. Estas datas tem como objetivo sensibilizar as pessoas de orientação pan, particularmente sujeitas à falta de consideração, compreensão e confusão que muitas vezes ocorre com a bissexualidade e outras sexualidades ou afetividades em geral.

## História
O dia parece ter origem em um assunto postado na plataforma de microblog Tumblr. Este dia é assim comemorado pela primeira vez em 2015 – embora o ano de 2014 também pareça ser uma data reconhecida na comunidade. Em todos os casos, é iniciativa de ativistas e da comunidade.
A celebração é retomada nos anos subsequentes através de diferentes plataformas e retransmissores da comunidade pan, como em 2020, em 2023, ou em 2024.
Há também um Dia Internacional do Orgulho Pan que acontece em 8 de dezembro, também denominada Dia Internacional da Pansexualidade, usando a palavra orgulho assim como em orgulho LGBT. Alguns também comemoram no dia 18 de dezembro.
Em 2024, a conta do Departamento de Saúde e Serviços Humanos dos Estados Unidos realizou publicação, através das redes sociais, celebrando o Dia do Orgulho Pansexual e Panromântico, lembrando que pessoas pansexuais e panromânticas merecem visibilidade, respeito e apoio, o que gerou uma reação significativa dos apoiadores de Trump, como Elon Musk e Caitlyn Jenner.